# Dopo Magritte
Dopo Magritte (After Magritte) è un'opera teatrale del drammaturgo britannico Tom Stoppard, debuttata a Londra nel 1970. 

## Trama
L'opera è ambientata in un imprecisato quadro di Magritte, simile a L'ssassin menacé.
Un poliziotto guarda dalla finestra di una casa, in cui un gruppo di persone sono in posa in un tableau surreale; trovando la scena inquietante e sospetta, il poliziotto chiama l'ispettore. Intanto, all'interno della stanza, la spiegazione del motivo per cui i personaggi si trovano in quella posa surreale lentamente si dipana. Due di loro, i ballerini da sala Reginald e Thelma Harris, si stanno preparando per un evento. Mentre la madre suona la tuba, la figlia raccoglie da terra i pezzi del basamento della lampada rotta.
L'ispettore arriva e chiede ai quattro informazioni su un uomo che hanno visto fuori dalla Tate Gallery, dove è in corso una retrospettiva su René Magritte. Inventa una storia completamente falsa, accusando la famiglia di essere complici di un crimine. La commedia farsesca evolve finché i personaggi, alla fine, assumono la posizione di un altro quadro di Magritte.

## Debutto
After Magritte ha debuttato all'Ambiance Lunch-hour Theatre Club di Londra nel 1970, per la regia di Geoffrey Reeves. Il cast comprendeva Stephen Moore (Harris), Prunella Scales (Thelma), Josephine Tewson (Madre), Clive Barker (Foot) e Malcom Ingram (Holmes).